# Ringerike Grand Prix 2019
Ringerike Grand Prix 2019 var den 44. udgave af endagsløbet Ringerike Grand Prix og blev arrangeret 12. maj 2019 af Ringerike Sykkelklubb. Løbet var klassificeret som kategori 1.2 af UCI.

## Hold
| UCI Professionelt kontinentalthold- Riwal Readynez UCI Kontinentalhold (5)- Uno-X Norwegian Development - Joker Fuel of Norway - Coop - ColoQuick - Waoo Amatørcykelhold (2)- Mysenlan-Baboco-Douterloige - Team Ringerikskraft Regional- og klubhold (15)- Lotto-Soudal U23 - Asker CK Elite - Bygdø Idrettslag - Gauldal Sykleklubb - Glåmdal Sykleklubb - Kristiansands Cykleklubb - Lillehammer Cykleklubb - Region Øst - Region Sør - Region Vest - Sandnes Sykleklubb - Tønsberg Cykkelklubb - TVK Elite - Idrettsklubben Hero - Region TeVeBu |
| |

## Resultater
Af 147 tilmeldte ryttere var der 143 som startede og 45 som fuldførte.
| \| Samlede stilling \| Samlede stilling \| Samlede stilling \| Samlede stilling \| Samlede stilling \| \| Rytter \| Rytter \| Hold \| Tid \| \| \| ---------------- \| -------------------------- \| --------------------------- \| ---------------- \| ---------------- \| \| 1. \| Kristoffer Skjerping \| Uno-X Norwegian Development \| 4t 00' 08" \| \| \| 2. \| Jeppe Aaskov Pallesen \| ColoQuick \| + 1' 22" \| \| \| 3. \| Sindre Lunke \| Riwal Readynez \| + 1' 22" \| \| \| 4. \| Silas Zacharias Clemmensen \| Waoo \| + 1' 46" \| \| \| 5. \| Andreas Stokbro \| Riwal Readynez \| + 2' 39" \| \| \| 6. \| Søren Wærenskjold \| Joker Fuel of Norway \| + 2' 39" \| \| \| 7. \| Ken-Levi Eikeland \| Tønsberg Cykkelklubb \| + 2' 39" \| \| \| 8. \| Steffen Christiansen \| ColoQuick \| + 2' 39" \| \| \| 9. \| Erik Nordsæter Resell \| Uno-X Norwegian Development \| + 2' 39" \| \| \| 10. \| Øyvind Brekke Fløtten \| Team Ringerikskraft \| + 2' 39" \| \| |                            |                             |            |
| |                            |                             |            |
| Kilde: ProCyclingStats |                            |                             |            |
| Samlede stilling |                            |                             |            |
| Rytter | Rytter                     | Hold                        | Tid        |
| 1. | Kristoffer Skjerping       | Uno-X Norwegian Development | 4t 00' 08" |
| 2. | Jeppe Aaskov Pallesen      | ColoQuick                   | + 1' 22"   |
| 3. | Sindre Lunke               | Riwal Readynez              | + 1' 22"   |
| 4. | Silas Zacharias Clemmensen | Waoo                        | + 1' 46"   |
| 5. | Andreas Stokbro            | Riwal Readynez              | + 2' 39"   |
| 6. | Søren Wærenskjold          | Joker Fuel of Norway        | + 2' 39"   |
| 7. | Ken-Levi Eikeland          | Tønsberg Cykkelklubb        | + 2' 39"   |
| 8. | Steffen Christiansen       | ColoQuick                   | + 2' 39"   |
| 9. | Erik Nordsæter Resell      | Uno-X Norwegian Development | + 2' 39"   |
| 10. | Øyvind Brekke Fløtten      | Team Ringerikskraft         | + 2' 39"   |

I juniorløbet var der 78 tilmeldte, 68 som startede og 44 som fuldførte.

## Startliste
| Uno-X Norwegian Development UXT | Uno-X Norwegian Development UXT | Uno-X Norwegian Development UXT |
| ------------------------------- | ------------------------------- | ------------------------------- |
| Nr.                             | Rytter                          | Placering                       |
| 1                               | Markus Hoelgaard (NOR)          | 24.                             |
| 2                               | Jonas Abrahamsen (NOR)          | 22.                             |
| 3                               | Erik Nordsæter Resell (NOR)     | 9.                              |
| 4                               | Anders Skaarseth (NOR)          | 23.                             |
| 5                               | Iver Skaarseth (NOR)            | DNF                             |
| 6                               | Kristoffer Skjerping (NOR)      | 1.                              |
| 7                               | Martin Bugge Urianstad (NOR)    | 18.                             |

| Joker Fuel of Norway JFN | Joker Fuel of Norway JFN    | Joker Fuel of Norway JFN |
| ------------------------ | --------------------------- | ------------------------ |
| Nr.                      | Rytter                      | Placering                |
| 11                       | Daniel Årnes (NOR)          | 19.                      |
| 12                       | Søren Wærenskjold (NOR)     | 6.                       |
| 13                       | Ole Forfang (NOR)           | 39.                      |
| 14                       | Bjørn Tore Hoem (NOR)       | 20.                      |
| 15                       | Ludvik Holstad (NOR)        | 14.                      |
| 16                       | Aksel Fischer Aasheim (NOR) | 27.                      |
| 17                       | Fridtjof Røinås (NOR)       | 21.                      |

| Riwal Readynez RIW | Riwal Readynez RIW      | Riwal Readynez RIW |
| ------------------ | ----------------------- | ------------------ |
| Nr.                | Rytter                  | Placering          |
| 21                 | Krister Hagen (NOR)     | DNF                |
| 22                 | Mathias Norsgaard (DEN) | 35.                |
| 23                 | Andreas Kron (DEN)      | 26.                |
| 24                 | Sindre Lunke (NOR)      | 3.                 |
| 26                 | Andreas Stokbro (DEN)   | 5.                 |
| 27                 | Emil Vinjebo (DEN)      | DNF                |

| Team Coop TCO | Team Coop TCO          | Team Coop TCO |
| ------------- | ---------------------- | ------------- |
| Nr.           | Rytter                 | Placering     |
| 31            | Håkon Aalrust (NOR)    | 15.           |
| 32            | Kristian Aasvold (NOR) | 31.           |
| 33            | Louis Bendixen (DEN)   | DNF           |
| 34            | Eirik Lunder (NOR)     | DNF           |
| 35            | Jacob Eriksson (SWE)   | 44.           |
| 36            | Andre Sotberg (NOR)    | 13.           |
| 37            | Trond Trondsen (NOR)   | 28.           |

| ColoQuick TCQ | ColoQuick TCQ                | ColoQuick TCQ |
| ------------- | ---------------------------- | ------------- |
| Nr.           | Rytter                       | Placering     |
| 41            | Stein-Erik Eriksen (NOR)     | DNF           |
| 42            | Jacob Hindsgaul (DEN)        | DNF           |
| 43            | Aksel Bech Skot-Hansen (DEN) | 16.           |
| 44            | Daniel Lyhne (DEN)           | DNF           |
| 45            | Steffen Christiansen (DEN)   | 8.            |
| 46            | Jeppe Aaskov Pallesen (DEN)  | 2.            |

| Waoo WAO | Waoo WAO                         | Waoo WAO  |
| -------- | -------------------------------- | --------- |
| Nr.      | Rytter                           | Placering |
| 51       | Silas Zacharias Clemmensen       | 4.        |
| 52       | Rasmus Guldhammer (DEN)          | DNF       |
| 53       | Andreas Hyldgaard Jeppesen (DEN) | DNF       |
| 54       | Mathias Larsen (DEN)             | DNF       |
| 55       | Martin Mortensen (DEN)           | DNF       |
| 56       | Jesper Schultz (DEN)             | 25.       |
| 57       | Frederik Thomsen                 | 12.       |

| Lotto-Soudal U23 ___ | Lotto-Soudal U23 ___     | Lotto-Soudal U23 ___ |
| -------------------- | ------------------------ | -------------------- |
| Nr.                  | Rytter                   | Placering            |
| 61                   | Sébastien Grignard (BEL) | DNF                  |
| 63                   | Johan Jacobs (SUI)       | 17.                  |
| 64                   | Steven Pattyn (BEL)      | 38.                  |

| intet hold ___ | intet hold ___          | intet hold ___ |
| --- | ----------------------- | -------------- |
| Nr. | Rytter                  | Placering      |
| 65 | Thibaut Ponsaerts (BEL) | DNS            |
| Sportsdirektør: Leonard Snoeks, Adrian Gjølberg, Michael Blaudzun, Magnus Børresen, Brian Petersen, Michael Gregersen, Carl Roes, Ole Petter Vibekken, John Robin Nilsen, Eivind Kvamme Jensen, Kåre Rømuld, Jon Anders Grøndahl, Jens Gunnar Haugen, Tormod Haugstad, Egil Andreas Aasheim, Rune Johannessen, Olav Gautestad, Max Emil Kørner, Espen Aareskjold, Jon Erik Knotten, Just Roar Dragsten, Pål Fredriksen, Sindre Eid Hermansen |                         |                |

| Lotto-Soudal U23 ___ | Lotto-Soudal U23 ___ | Lotto-Soudal U23 ___ |
| -------------------- | -------------------- | -------------------- |
| Nr.                  | Rytter               | Placering            |
| 66                   | Brent Van Moer (BEL) | 40.                  |
| 67                   | Ward Vanhoof (BEL)   | 29.                  |

| Mysenlan-Baboco-Douterloige ___ | Mysenlan-Baboco-Douterloige ___ | Mysenlan-Baboco-Douterloige ___ |
| ------------------------------- | ------------------------------- | ------------------------------- |
| Nr.                             | Rytter                          | Placering                       |
| 71                              | Arne Birkemose                  | DNF                             |
| 73                              | Connor Lambert (IRL)            | DNF                             |
| 74                              | Vebjørn Rønning (NOR)           | 34.                             |
| 75                              | Juan-Pierre van der Merwe (RSA) | DNF                             |
| 76                              | Geert Verheijen (NED)           | DNF                             |

| intet hold ___ | intet hold ___    | intet hold ___ |
| --- | ----------------- | -------------- |
| Nr. | Rytter            | Placering      |
| 77 | Marius Wold (NOR) | DNF            |
| Sportsdirektør: Leonard Snoeks, Adrian Gjølberg, Michael Blaudzun, Magnus Børresen, Brian Petersen, Michael Gregersen, Carl Roes, Ole Petter Vibekken, John Robin Nilsen, Eivind Kvamme Jensen, Kåre Rømuld, Jon Anders Grøndahl, Jens Gunnar Haugen, Tormod Haugstad, Egil Andreas Aasheim, Rune Johannessen, Olav Gautestad, Max Emil Kørner, Espen Aareskjold, Jon Erik Knotten, Just Roar Dragsten, Pål Fredriksen, Sindre Eid Hermansen |                   |                |

| Asker CK Elite ___ | Asker CK Elite ___                  | Asker CK Elite ___ |
| ------------------ | ----------------------------------- | ------------------ |
| Nr.                | Rytter                              | Placering          |
| 81                 | Asbjørn Slagtern Fjellvåg (NOR)     | DNF                |
| 82                 | Kjetil Johansen Amundrud (NOR)      | DNF                |
| 83                 | Aleksander Andersen Skjelbred (NOR) | DNF                |
| 84                 | Simon Aspelund Holstad (NOR)        | DNF                |
| 85                 | Bjarne Nilsen (NOR)                 | DNF                |
| 86                 | Hans Magnus Eldby Dahlslett (NOR)   | DNF                |
| 87                 | Kristoffer Ylven Westgaard (NOR)    | DNF                |

| Bygdø Idrettslag ___ | Bygdø Idrettslag ___               | Bygdø Idrettslag ___ |
| -------------------- | ---------------------------------- | -------------------- |
| Nr.                  | Rytter                             | Placering            |
| 91                   | Jon Sæverås Breivold (NOR)         | DNF                  |
| 92                   | Jonas Ellingsen (NOR)              | DNF                  |
| 93                   | Magnus Drivenes (NOR)              | DNF                  |
| 94                   | Eirik Oskari Halvorsen (NOR)       | DNF                  |
| 95                   | Asbjørn Madsstuen (NOR)            | DNF                  |
| 96                   | Kristian Østberg Killingberg (NOR) | DNF                  |
| 97                   | Erlend Skjørten (NOR)              | DNF                  |

| Gauldal Sykleklubb ___ | Gauldal Sykleklubb ___         | Gauldal Sykleklubb ___ |
| ---------------------- | ------------------------------ | ---------------------- |
| Nr.                    | Rytter                         | Placering              |
| 102                    | Håkon Nore Bjerkvik (NOR)      | DNF                    |
| 103                    | Thomas Ekren (NOR)             | DNF                    |
| 104                    | Odin Rømuld (NOR)              | DNF                    |
| 105                    | Bjørn Helge Sandberg (NOR)     | DNF                    |
| 106                    | Sondre Andersson Svensli (NOR) | 42.                    |
| 107                    | Erik Ysland (NOR)              | DNF                    |

| Glåmdal Sykleklubb ___ | Glåmdal Sykleklubb ___      | Glåmdal Sykleklubb ___ |
| ---------------------- | --------------------------- | ---------------------- |
| Nr.                    | Rytter                      | Placering              |
| 111                    | Jørgen Christoffersen (NOR) | DNF                    |
| 113                    | Dan Erik Hansen (NOR)       | DNF                    |
| 114                    | Ådne Ihle (NOR)             | DNF                    |
| 116                    | Petter Sørensen (NOR)       | DNF                    |
| 117                    | Erling Horn Svennevik (NOR) | DNF                    |

| Kristiansands Cykleklubb ___ | Kristiansands Cykleklubb ___ | Kristiansands Cykleklubb ___ |
| ---------------------------- | ---------------------------- | ---------------------------- |
| Nr.                          | Rytter                       | Placering                    |
| 121                          | Audun Haugen (NOR)           | DNF                          |
| 122                          | Joakim Johnsen (NOR)         | DNF                          |
| 123                          | Tobias Halvorsen (NOR)       | DNF                          |
| 124                          | Gunnar Steinsland (NOR)      | DNF                          |
| 125                          | Geir Kristian Teigland (NOR) | DNF                          |
| 126                          | Alf Vidar Vetrhus (NOR)      | DNF                          |

| Lillehammer Cykleklubb ___ | Lillehammer Cykleklubb ___  | Lillehammer Cykleklubb ___ |
| -------------------------- | --------------------------- | -------------------------- |
| Nr.                        | Rytter                      | Placering                  |
| 131                        | Brage Aulstad (NOR)         | DNF                        |
| 132                        | André Drege (NOR)           | 33.                        |
| 133                        | Ådne Holter (NOR)           | DNF                        |
| 134                        | Amund Kirkebøen Husom (NOR) | DNF                        |
| 135                        | Runar Sekse (NOR)           | DNF                        |
| 136                        | Andreas Staune-Mittet (NOR) | DNF                        |
| 137                        | Rasmus Børset Westad (NOR)  | DNF                        |

| Region Øst ___ | Region Øst ___                | Region Øst ___ |
| -------------- | ----------------------------- | -------------- |
| Nr.            | Rytter                        | Placering      |
| 141            | Ludvig Fischer Aasheim (NOR)  | 36.            |
| 142            | Johannes Borud Andresen (NOR) | DNF            |
| 143            | Jørgen Strømstad Sunde (NOR)  | DNF            |
| 144            | Magnus Brynsrud (NOR)         | DNF            |
| 145            | Filip Iversby Hvideberg (NOR) | DNF            |

| Region Sør ___ | Region Sør ___                | Region Sør ___ |
| -------------- | ----------------------------- | -------------- |
| Nr.            | Rytter                        | Placering      |
| 151            | Eirik Danielsen (NOR)         | DNF            |
| 152            | Even Fløystad (NOR)           | DNF            |
| 153            | Victor Køhler (NOR)           | DNF            |
| 154            | Endre Danielsen Nyhagen (NOR) | DNF            |
| 155            | Andreas Leander Harvey (NOR)  | DNS            |
| 157            | Thomas Ingebretsen (NOR)      | DNF            |

| Region Vest ___ | Region Vest ___             | Region Vest ___ |
| --------------- | --------------------------- | --------------- |
| Nr.             | Rytter                      | Placering       |
| 161             | Audun Gautestad (NOR)       | DNF             |
| 162             | Erlend Litlere (NOR)        | DNF             |
| 163             | Kristoffer Madsen (NOR)     | DNF             |
| 164             | Christer Nygård Dale (NOR)  | DNF             |
| 165             | Erik Vevatne Øverland (NOR) | DNF             |

| Team Ringerikskraft ___ | Team Ringerikskraft ___           | Team Ringerikskraft ___ |
| ----------------------- | --------------------------------- | ----------------------- |
| Nr.                     | Rytter                            | Placering               |
| 171                     | Tore Andre Aase Vabø (NOR)        | DNF                     |
| 172                     | Magnus Bjerkestrand Eid (NOR)     | DNF                     |
| 173                     | Øyvind Brekke Fløtten (NOR)       | 10.                     |
| 174                     | Andre Heggø (NOR)                 | 30.                     |
| 175                     | Magnus Kulset (NOR)               | 45.                     |
| 176                     | Sondre Midtsveen Fredriksen (NOR) | 32.                     |
| 177                     | Mathias Skretteberg (NOR)         | 37.                     |

| Sandnes Sykleklubb ___ | Sandnes Sykleklubb ___         | Sandnes Sykleklubb ___ |
| ---------------------- | ------------------------------ | ---------------------- |
| Nr.                    | Rytter                         | Placering              |
| 181                    | Fredrik Dversnes (NOR)         | DNF                    |
| 182                    | Christoffer Ellingsen (NOR)    | DNF                    |
| 183                    | Martin Alexander Fatnes (NOR)  | DNF                    |
| 184                    | Amund Haakonsen (NOR)          | DNF                    |
| 185                    | Johan Andreas Hole Mohr (NOR)  | 41.                    |
| 186                    | Leif Christian Tallaksen (NOR) | DNF                    |
| 187                    | Markus Waage (NOR)             | DNF                    |

| Tønsberg Cykkelklubb ___ | Tønsberg Cykkelklubb ___ | Tønsberg Cykkelklubb ___ |
| ------------------------ | ------------------------ | ------------------------ |
| Nr.                      | Rytter                   | Placering                |
| 191                      | Andre Rahd Bekken (NOR)  | DNS                      |
| 192                      | Jon-Anders Bekken (NOR)  | 43.                      |
| 193                      | Christian Bergsjø (NOR)  | DNF                      |
| 194                      | Marius Blålid (NOR)      | DNF                      |
| 195                      | Ken-Levi Eikeland (NOR)  | 7.                       |
| 196                      | Iver Knotten (NOR)       | DNF                      |
| 197                      | Edvardt Tuko (NOR)       | DNF                      |

| TVK Elite ___ | TVK Elite ___              | TVK Elite ___ |
| ------------- | -------------------------- | ------------- |
| Nr.           | Rytter                     | Placering     |
| 201           | Kristian Kvernbråten (NOR) | DNF           |
| 202           | Lars Morten Veimo (NOR)    | DNF           |
| 203           | Peder Dahl Strand (NOR)    | DNF           |
| 204           | Jørgen Dragsten (NOR)      | DNF           |
| 205           | Vebjørn Hordnes (NOR)      | DNS           |
| 207           | Vegard Løvdal (NOR)        | DNF           |

| Idrettsklubben Hero ___ | Idrettsklubben Hero ___            | Idrettsklubben Hero ___ |
| ----------------------- | ---------------------------------- | ----------------------- |
| Nr.                     | Rytter                             | Placering               |
| 211                     | Ole Jakob Haugen (NOR)             | DNF                     |
| 212                     | Torbjørn Alexander Hejman (NOR)    | DNF                     |
| 213                     | Kristian Klevgård (NOR)            | DNF                     |
| 214                     | Jonas Orset (NOR)                  | DNF                     |
| 215                     | Joachim Strindin (NOR)             | 11.                     |
| 216                     | Sindre Bjerkestrand Haugsvær (NOR) | DNF                     |
| 217                     | Mathias Sundquist (NOR)            | DNF                     |

| Region TeVeBu ___ | Region TeVeBu ___             | Region TeVeBu ___ |
| ----------------- | ----------------------------- | ----------------- |
| Nr.               | Rytter                        | Placering         |
| 221               | Johan Bakken (NOR)            | DNF               |
| 222               | Mikkel Eide (NOR)             | DNF               |
| 223               | Erik Gellein Halvorsen (NOR)  | DNF               |
| 224               | Håvard Haugsvær (NOR)         | DNF               |
| 225               | Alexander Moe Lundgreen (NOR) | DNF               |
| 226               | Kristian Høvås (NOR)          | DNF               |
| 227               | Simen Nordahl Svendsen (NOR)  | DNF               |

| Uno-X Norwegian Development UXT | Uno-X Norwegian Development UXT | Uno-X Norwegian Development UXT |
| ------------------------------- | ------------------------------- | ------------------------------- |
| Nr.                             | Rytter                          | Placering                       |
| 1                               | Markus Hoelgaard (NOR)          | 24.                             |
| 2                               | Jonas Abrahamsen (NOR)          | 22.                             |
| 3                               | Erik Nordsæter Resell (NOR)     | 9.                              |
| 4                               | Anders Skaarseth (NOR)          | 23.                             |
| 5                               | Iver Skaarseth (NOR)            | DNF                             |
| 6                               | Kristoffer Skjerping (NOR)      | 1.                              |
| 7                               | Martin Bugge Urianstad (NOR)    | 18.                             |

| Joker Fuel of Norway JFN | Joker Fuel of Norway JFN    | Joker Fuel of Norway JFN |
| ------------------------ | --------------------------- | ------------------------ |
| Nr.                      | Rytter                      | Placering                |
| 11                       | Daniel Årnes (NOR)          | 19.                      |
| 12                       | Søren Wærenskjold (NOR)     | 6.                       |
| 13                       | Ole Forfang (NOR)           | 39.                      |
| 14                       | Bjørn Tore Hoem (NOR)       | 20.                      |
| 15                       | Ludvik Holstad (NOR)        | 14.                      |
| 16                       | Aksel Fischer Aasheim (NOR) | 27.                      |
| 17                       | Fridtjof Røinås (NOR)       | 21.                      |

| Riwal Readynez RIW | Riwal Readynez RIW      | Riwal Readynez RIW |
| ------------------ | ----------------------- | ------------------ |
| Nr.                | Rytter                  | Placering          |
| 21                 | Krister Hagen (NOR)     | DNF                |
| 22                 | Mathias Norsgaard (DEN) | 35.                |
| 23                 | Andreas Kron (DEN)      | 26.                |
| 24                 | Sindre Lunke (NOR)      | 3.                 |
| 26                 | Andreas Stokbro (DEN)   | 5.                 |
| 27                 | Emil Vinjebo (DEN)      | DNF                |

| Team Coop TCO | Team Coop TCO          | Team Coop TCO |
| ------------- | ---------------------- | ------------- |
| Nr.           | Rytter                 | Placering     |
| 31            | Håkon Aalrust (NOR)    | 15.           |
| 32            | Kristian Aasvold (NOR) | 31.           |
| 33            | Louis Bendixen (DEN)   | DNF           |
| 34            | Eirik Lunder (NOR)     | DNF           |
| 35            | Jacob Eriksson (SWE)   | 44.           |
| 36            | Andre Sotberg (NOR)    | 13.           |
| 37            | Trond Trondsen (NOR)   | 28.           |

| ColoQuick TCQ | ColoQuick TCQ                | ColoQuick TCQ |
| ------------- | ---------------------------- | ------------- |
| Nr.           | Rytter                       | Placering     |
| 41            | Stein-Erik Eriksen (NOR)     | DNF           |
| 42            | Jacob Hindsgaul (DEN)        | DNF           |
| 43            | Aksel Bech Skot-Hansen (DEN) | 16.           |
| 44            | Daniel Lyhne (DEN)           | DNF           |
| 45            | Steffen Christiansen (DEN)   | 8.            |
| 46            | Jeppe Aaskov Pallesen (DEN)  | 2.            |

| Waoo WAO | Waoo WAO                         | Waoo WAO  |
| -------- | -------------------------------- | --------- |
| Nr.      | Rytter                           | Placering |
| 51       | Silas Zacharias Clemmensen       | 4.        |
| 52       | Rasmus Guldhammer (DEN)          | DNF       |
| 53       | Andreas Hyldgaard Jeppesen (DEN) | DNF       |
| 54       | Mathias Larsen (DEN)             | DNF       |
| 55       | Martin Mortensen (DEN)           | DNF       |
| 56       | Jesper Schultz (DEN)             | 25.       |
| 57       | Frederik Thomsen                 | 12.       |

| Lotto-Soudal U23 ___ | Lotto-Soudal U23 ___     | Lotto-Soudal U23 ___ |
| -------------------- | ------------------------ | -------------------- |
| Nr.                  | Rytter                   | Placering            |
| 61                   | Sébastien Grignard (BEL) | DNF                  |
| 63                   | Johan Jacobs (SUI)       | 17.                  |
| 64                   | Steven Pattyn (BEL)      | 38.                  |

| intet hold ___ | intet hold ___          | intet hold ___ |
| --- | ----------------------- | -------------- |
| Nr. | Rytter                  | Placering      |
| 65 | Thibaut Ponsaerts (BEL) | DNS            |
| Sportsdirektør: Leonard Snoeks, Adrian Gjølberg, Michael Blaudzun, Magnus Børresen, Brian Petersen, Michael Gregersen, Carl Roes, Ole Petter Vibekken, John Robin Nilsen, Eivind Kvamme Jensen, Kåre Rømuld, Jon Anders Grøndahl, Jens Gunnar Haugen, Tormod Haugstad, Egil Andreas Aasheim, Rune Johannessen, Olav Gautestad, Max Emil Kørner, Espen Aareskjold, Jon Erik Knotten, Just Roar Dragsten, Pål Fredriksen, Sindre Eid Hermansen |                         |                |

| Lotto-Soudal U23 ___ | Lotto-Soudal U23 ___ | Lotto-Soudal U23 ___ |
| -------------------- | -------------------- | -------------------- |
| Nr.                  | Rytter               | Placering            |
| 66                   | Brent Van Moer (BEL) | 40.                  |
| 67                   | Ward Vanhoof (BEL)   | 29.                  |

| Mysenlan-Baboco-Douterloige ___ | Mysenlan-Baboco-Douterloige ___ | Mysenlan-Baboco-Douterloige ___ |
| ------------------------------- | ------------------------------- | ------------------------------- |
| Nr.                             | Rytter                          | Placering                       |
| 71                              | Arne Birkemose                  | DNF                             |
| 73                              | Connor Lambert (IRL)            | DNF                             |
| 74                              | Vebjørn Rønning (NOR)           | 34.                             |
| 75                              | Juan-Pierre van der Merwe (RSA) | DNF                             |
| 76                              | Geert Verheijen (NED)           | DNF                             |

| intet hold ___ | intet hold ___    | intet hold ___ |
| --- | ----------------- | -------------- |
| Nr. | Rytter            | Placering      |
| 77 | Marius Wold (NOR) | DNF            |
| Sportsdirektør: Leonard Snoeks, Adrian Gjølberg, Michael Blaudzun, Magnus Børresen, Brian Petersen, Michael Gregersen, Carl Roes, Ole Petter Vibekken, John Robin Nilsen, Eivind Kvamme Jensen, Kåre Rømuld, Jon Anders Grøndahl, Jens Gunnar Haugen, Tormod Haugstad, Egil Andreas Aasheim, Rune Johannessen, Olav Gautestad, Max Emil Kørner, Espen Aareskjold, Jon Erik Knotten, Just Roar Dragsten, Pål Fredriksen, Sindre Eid Hermansen |                   |                |

| Asker CK Elite ___ | Asker CK Elite ___                  | Asker CK Elite ___ |
| ------------------ | ----------------------------------- | ------------------ |
| Nr.                | Rytter                              | Placering          |
| 81                 | Asbjørn Slagtern Fjellvåg (NOR)     | DNF                |
| 82                 | Kjetil Johansen Amundrud (NOR)      | DNF                |
| 83                 | Aleksander Andersen Skjelbred (NOR) | DNF                |
| 84                 | Simon Aspelund Holstad (NOR)        | DNF                |
| 85                 | Bjarne Nilsen (NOR)                 | DNF                |
| 86                 | Hans Magnus Eldby Dahlslett (NOR)   | DNF                |
| 87                 | Kristoffer Ylven Westgaard (NOR)    | DNF                |

| Bygdø Idrettslag ___ | Bygdø Idrettslag ___               | Bygdø Idrettslag ___ |
| -------------------- | ---------------------------------- | -------------------- |
| Nr.                  | Rytter                             | Placering            |
| 91                   | Jon Sæverås Breivold (NOR)         | DNF                  |
| 92                   | Jonas Ellingsen (NOR)              | DNF                  |
| 93                   | Magnus Drivenes (NOR)              | DNF                  |
| 94                   | Eirik Oskari Halvorsen (NOR)       | DNF                  |
| 95                   | Asbjørn Madsstuen (NOR)            | DNF                  |
| 96                   | Kristian Østberg Killingberg (NOR) | DNF                  |
| 97                   | Erlend Skjørten (NOR)              | DNF                  |

| Gauldal Sykleklubb ___ | Gauldal Sykleklubb ___         | Gauldal Sykleklubb ___ |
| ---------------------- | ------------------------------ | ---------------------- |
| Nr.                    | Rytter                         | Placering              |
| 102                    | Håkon Nore Bjerkvik (NOR)      | DNF                    |
| 103                    | Thomas Ekren (NOR)             | DNF                    |
| 104                    | Odin Rømuld (NOR)              | DNF                    |
| 105                    | Bjørn Helge Sandberg (NOR)     | DNF                    |
| 106                    | Sondre Andersson Svensli (NOR) | 42.                    |
| 107                    | Erik Ysland (NOR)              | DNF                    |

| Glåmdal Sykleklubb ___ | Glåmdal Sykleklubb ___      | Glåmdal Sykleklubb ___ |
| ---------------------- | --------------------------- | ---------------------- |
| Nr.                    | Rytter                      | Placering              |
| 111                    | Jørgen Christoffersen (NOR) | DNF                    |
| 113                    | Dan Erik Hansen (NOR)       | DNF                    |
| 114                    | Ådne Ihle (NOR)             | DNF                    |
| 116                    | Petter Sørensen (NOR)       | DNF                    |
| 117                    | Erling Horn Svennevik (NOR) | DNF                    |

| Kristiansands Cykleklubb ___ | Kristiansands Cykleklubb ___ | Kristiansands Cykleklubb ___ |
| ---------------------------- | ---------------------------- | ---------------------------- |
| Nr.                          | Rytter                       | Placering                    |
| 121                          | Audun Haugen (NOR)           | DNF                          |
| 122                          | Joakim Johnsen (NOR)         | DNF                          |
| 123                          | Tobias Halvorsen (NOR)       | DNF                          |
| 124                          | Gunnar Steinsland (NOR)      | DNF                          |
| 125                          | Geir Kristian Teigland (NOR) | DNF                          |
| 126                          | Alf Vidar Vetrhus (NOR)      | DNF                          |

| Lillehammer Cykleklubb ___ | Lillehammer Cykleklubb ___  | Lillehammer Cykleklubb ___ |
| -------------------------- | --------------------------- | -------------------------- |
| Nr.                        | Rytter                      | Placering                  |
| 131                        | Brage Aulstad (NOR)         | DNF                        |
| 132                        | André Drege (NOR)           | 33.                        |
| 133                        | Ådne Holter (NOR)           | DNF                        |
| 134                        | Amund Kirkebøen Husom (NOR) | DNF                        |
| 135                        | Runar Sekse (NOR)           | DNF                        |
| 136                        | Andreas Staune-Mittet (NOR) | DNF                        |
| 137                        | Rasmus Børset Westad (NOR)  | DNF                        |

| Region Øst ___ | Region Øst ___                | Region Øst ___ |
| -------------- | ----------------------------- | -------------- |
| Nr.            | Rytter                        | Placering      |
| 141            | Ludvig Fischer Aasheim (NOR)  | 36.            |
| 142            | Johannes Borud Andresen (NOR) | DNF            |
| 143            | Jørgen Strømstad Sunde (NOR)  | DNF            |
| 144            | Magnus Brynsrud (NOR)         | DNF            |
| 145            | Filip Iversby Hvideberg (NOR) | DNF            |

| Region Sør ___ | Region Sør ___                | Region Sør ___ |
| -------------- | ----------------------------- | -------------- |
| Nr.            | Rytter                        | Placering      |
| 151            | Eirik Danielsen (NOR)         | DNF            |
| 152            | Even Fløystad (NOR)           | DNF            |
| 153            | Victor Køhler (NOR)           | DNF            |
| 154            | Endre Danielsen Nyhagen (NOR) | DNF            |
| 155            | Andreas Leander Harvey (NOR)  | DNS            |
| 157            | Thomas Ingebretsen (NOR)      | DNF            |

| Region Vest ___ | Region Vest ___             | Region Vest ___ |
| --------------- | --------------------------- | --------------- |
| Nr.             | Rytter                      | Placering       |
| 161             | Audun Gautestad (NOR)       | DNF             |
| 162             | Erlend Litlere (NOR)        | DNF             |
| 163             | Kristoffer Madsen (NOR)     | DNF             |
| 164             | Christer Nygård Dale (NOR)  | DNF             |
| 165             | Erik Vevatne Øverland (NOR) | DNF             |

| Team Ringerikskraft ___ | Team Ringerikskraft ___           | Team Ringerikskraft ___ |
| ----------------------- | --------------------------------- | ----------------------- |
| Nr.                     | Rytter                            | Placering               |
| 171                     | Tore Andre Aase Vabø (NOR)        | DNF                     |
| 172                     | Magnus Bjerkestrand Eid (NOR)     | DNF                     |
| 173                     | Øyvind Brekke Fløtten (NOR)       | 10.                     |
| 174                     | Andre Heggø (NOR)                 | 30.                     |
| 175                     | Magnus Kulset (NOR)               | 45.                     |
| 176                     | Sondre Midtsveen Fredriksen (NOR) | 32.                     |
| 177                     | Mathias Skretteberg (NOR)         | 37.                     |

| Sandnes Sykleklubb ___ | Sandnes Sykleklubb ___         | Sandnes Sykleklubb ___ |
| ---------------------- | ------------------------------ | ---------------------- |
| Nr.                    | Rytter                         | Placering              |
| 181                    | Fredrik Dversnes (NOR)         | DNF                    |
| 182                    | Christoffer Ellingsen (NOR)    | DNF                    |
| 183                    | Martin Alexander Fatnes (NOR)  | DNF                    |
| 184                    | Amund Haakonsen (NOR)          | DNF                    |
| 185                    | Johan Andreas Hole Mohr (NOR)  | 41.                    |
| 186                    | Leif Christian Tallaksen (NOR) | DNF                    |
| 187                    | Markus Waage (NOR)             | DNF                    |

| Tønsberg Cykkelklubb ___ | Tønsberg Cykkelklubb ___ | Tønsberg Cykkelklubb ___ |
| ------------------------ | ------------------------ | ------------------------ |
| Nr.                      | Rytter                   | Placering                |
| 191                      | Andre Rahd Bekken (NOR)  | DNS                      |
| 192                      | Jon-Anders Bekken (NOR)  | 43.                      |
| 193                      | Christian Bergsjø (NOR)  | DNF                      |
| 194                      | Marius Blålid (NOR)      | DNF                      |
| 195                      | Ken-Levi Eikeland (NOR)  | 7.                       |
| 196                      | Iver Knotten (NOR)       | DNF                      |
| 197                      | Edvardt Tuko (NOR)       | DNF                      |

| TVK Elite ___ | TVK Elite ___              | TVK Elite ___ |
| ------------- | -------------------------- | ------------- |
| Nr.           | Rytter                     | Placering     |
| 201           | Kristian Kvernbråten (NOR) | DNF           |
| 202           | Lars Morten Veimo (NOR)    | DNF           |
| 203           | Peder Dahl Strand (NOR)    | DNF           |
| 204           | Jørgen Dragsten (NOR)      | DNF           |
| 205           | Vebjørn Hordnes (NOR)      | DNS           |
| 207           | Vegard Løvdal (NOR)        | DNF           |

| Idrettsklubben Hero ___ | Idrettsklubben Hero ___            | Idrettsklubben Hero ___ |
| ----------------------- | ---------------------------------- | ----------------------- |
| Nr.                     | Rytter                             | Placering               |
| 211                     | Ole Jakob Haugen (NOR)             | DNF                     |
| 212                     | Torbjørn Alexander Hejman (NOR)    | DNF                     |
| 213                     | Kristian Klevgård (NOR)            | DNF                     |
| 214                     | Jonas Orset (NOR)                  | DNF                     |
| 215                     | Joachim Strindin (NOR)             | 11.                     |
| 216                     | Sindre Bjerkestrand Haugsvær (NOR) | DNF                     |
| 217                     | Mathias Sundquist (NOR)            | DNF                     |

| Region TeVeBu ___ | Region TeVeBu ___             | Region TeVeBu ___ |
| ----------------- | ----------------------------- | ----------------- |
| Nr.               | Rytter                        | Placering         |
| 221               | Johan Bakken (NOR)            | DNF               |
| 222               | Mikkel Eide (NOR)             | DNF               |
| 223               | Erik Gellein Halvorsen (NOR)  | DNF               |
| 224               | Håvard Haugsvær (NOR)         | DNF               |
| 225               | Alexander Moe Lundgreen (NOR) | DNF               |
| 226               | Kristian Høvås (NOR)          | DNF               |
| 227               | Simen Nordahl Svendsen (NOR)  | DNF               |